# Jozef Verleye
Joseph Marie Leon (Jozef) Verleye (Deinze, 15 oktober 1892 - aldaar, 30 oktober 1963) was een Belgisch politicus voor de CVP.

## Levensloop
Verleye was lijsttrekker voor de CVP bij de gemeenteraadsverkiezingen van 1946 te Deinze. Bij deze verkiezingen behaalde de CVP-kieslijst een nipte meerderheid met zes van de elf zetels. Verleye werd vervolgens aangesteld als burgemeester, een functie die hij uitoefende tot de gemeenteraadsverkiezingen van 1952. Bij deze verkiezingen was hij lijstduwer. Hij werd opgevolgd door Jozef Van Risseghem (die ook reeds voor en tijdens de Tweede Wereldoorlog deze functie uitoefende). Verleye nam vervolgens een schepenmandaat op.